# شهرک گوما
شهرک گوما (به اویغوری: گۇما بازىرى)(به چینی: 固玛镇، به پین‌یین:‌ Gùmǎ Zhèn) یک شهرک در جمهوری خلق چین است که در شهرستان گوما قرار دارد.